# خوان جونجورا
خوان جونجورا (بالإسبانية: Juan Góngora)‏ هو لاعب كرة قدم إسباني في مركز الدفاع، ولد في 14 أغسطس 1988 في فوينخيرولا في إسبانيا. لعب مع ريال مورسيا.

## وصلات خارجية
- خوان جونجورا على موقع قاعدة بيانات كرة القدم.إي يو (الإنجليزية)
- خوان جونجورا على موقع Soccerway.com (الإنجليزية)
- خوان جونجورا على موقع AS.com (الإسبانية)